# خمن من (فلم)
خمن من (بالإنجليزية: Guess Who) هو فيلم كوميدي أمريكي صدر سنة 2005 من إخراج كيفين رودني سولوفان يتناول موضوع العلاقات العرقية. يلعب أدوار البطولة كل من بيرني ماك، أشتون كوتشر وزوي سالدانا.

## طاقم التمثيل
- بيرني ماك بدور بيرسي جونز.
- أشتون كوتشر بدور سايمون غرين.
- زوي سالدانا بدور تيريزا جونز.
- جوديث سكوت بدور مارلين جونز.

## القصة
تدور الأحداث في إطار كوميدي رومانسي. يقوم الزوجان بيرسي (بيرني ماك) ومارلين (جوديث سكوت) بتجديد النذور في ذكرى زواجهما، في الوقت الذي تحضر فيه ابنتهما تريزا (زوي سلدانا) صديقها الحميم سايمون (آشتون كوتشر) ليقابل والديها. يخطط سايمون لإعلان خطبتهما خلال عطلة نهاية الأسبوع، ولكن الأمر ليس بهذه البساطة بالطبع. فالعائلة سمراء اللون؛ في حين أن سايمون أبيض البشرة. كما أن بيرسي لا يبدو مسرورًا لتلك العلاقة التي اختارتها ابنته.

## وصلات خارجية
- الموقع الرسمي
- مقالات تستعمل روابط فنية بلا صلة مع ويكي بيانات